# Ho Chi Minh
Ho Chi Minh (Nghe An, 19 de maio de 1890 – Hanói, 2 de setembro de 1969) foi um revolucionário, político, escritor, poeta e jornalista vietnamita. Conhecido coloquialmente como Tio Ho (Bác Hồ) ou apenas Tio (Bác),, mas também conhecido por seu nome de batismo Nguyễn Sinh Cung e pelo pseudônimo Nguyen Ai Quoc, foi um revolucionário e estadista vietnamita. Ele serviu como primeiro-ministro do Vietnã do Norte de 1945 a 1955 e como Presidente de 1945 até sua morte em 1969. Ideologicamente marxista-leninista, atuou como presidente e primeiro secretário do Partido dos Trabalhadores do Vietnã.

## Biografia
Hồ Chí Minh nasceu na província de Nghệ An, no Vietnã Central. Ele liderou o movimento de independência de Việt Minh de 1941 em diante. Inicialmente, era um grupo que atuava em todas as partes que lutavam pela independência do Vietnã, mas o Partido Comunista ganhou o apoio da maioria depois de 1945. Hồ Chí Minh liderou a República Democrática do Vietnã liderada pelos comunistas em 1945, derrotando a União Francesa em 1954 na Batalha de Điện Biên Phủ, terminando a Primeira Guerra da Indochina e resultando na divisão do Vietnã, com os comunistas no controle do Vietnã do Norte. Foi uma figura chave no Exército Popular do Vietnã e o Việt Cộng durante a Guerra do Vietnã, que durou de 1955 a 1975. Ho deixou oficialmente o poder em 1965 devido a problemas de saúde e morreu em 1969. O Vietnã do Norte acabou vitorioso contra o Vietnã do Sul e seus aliados, e O Vietnã foi oficialmente unificado em 1976. Saigon, a antiga capital do Vietnã do Sul, Saigon, foi renomeada para cidade de Ho Chi Minh em sua homenagem.
Os detalhes da vida de Hồ Chí Minh antes de chegar ao poder no Vietnã são incertos. É conhecido por ter usado entre 50:582 e 200 pseudônimos. As informações sobre seu nascimento e início de vida são ambíguas e sujeitas ao debate acadêmico. Pelo menos quatro biografias oficiais existentes variam em nomes, datas, lugares e outros fatos concretos, enquanto biografias não oficiais variam ainda mais amplamente.
Além de político, Ho também era escritor, poeta e jornalista. Escreveu vários livros, artigos e poemas em mandarim, vietnamita e francês.

### Carreira
Em fevereiro de 1930, Hồ Chí Minh fundou o Partido Comunista da Indochina, que se tornou o atual Partido Comunista do Vietnã. Em junho de 1930, Hồ Chí Minh foi preso pelas autoridades britânicas em Hong Kong, mas foi libertado em circunstâncias inexplicáveis e depois trabalhou para o Comintern. As autoridades coloniais francesas haviam condenado Hồ Chí Minh à morte à revelia no período entre guerras.  Sua vila natal foi destruída no mesmo ano em resposta pelas autoridades coloniais francesas a uma revolta local.

#### Segunda Guerra Mundial, independência do Vietnã

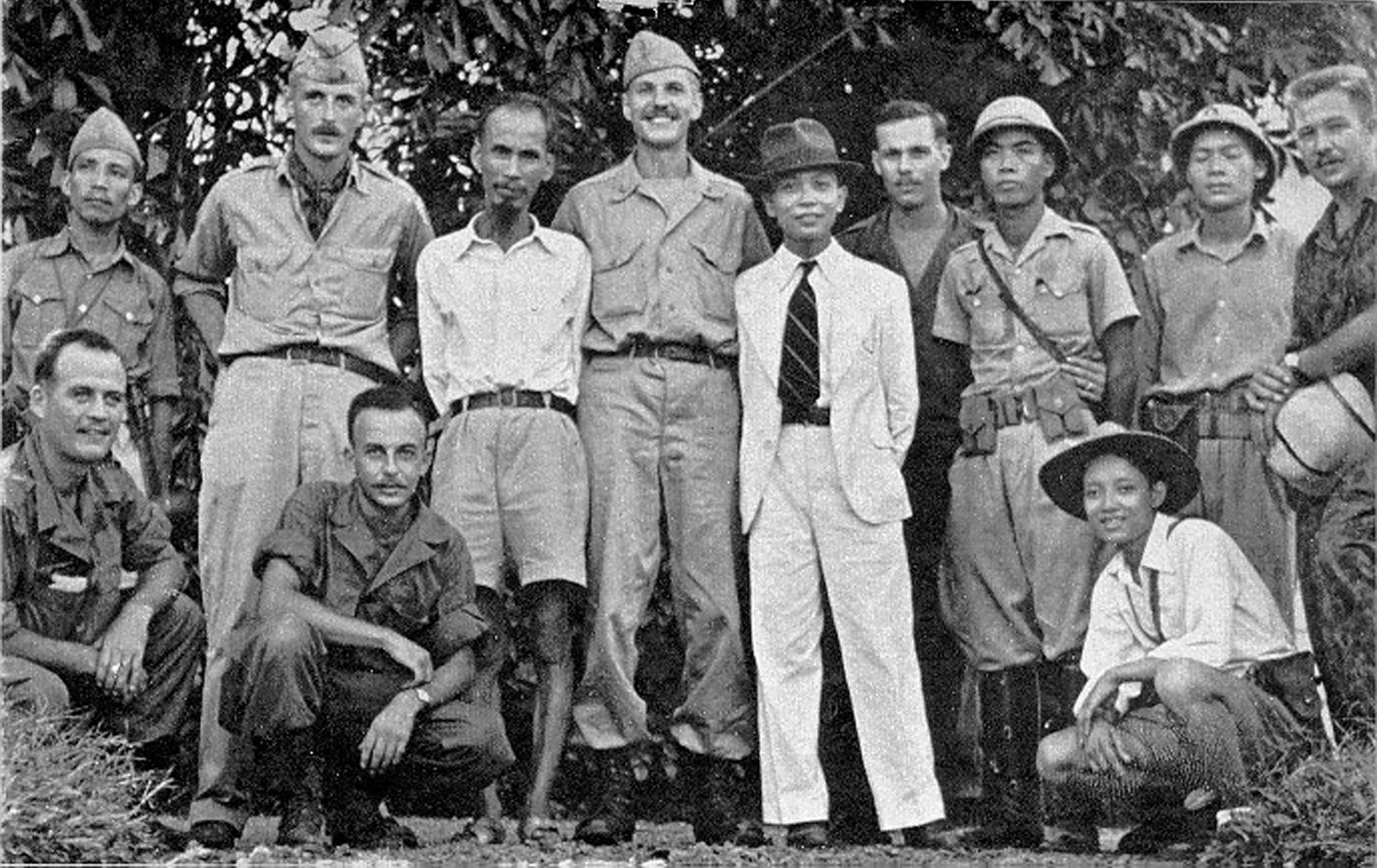
Hồ Chí Minh (terceiro a partir da esquerda, em pé) com a OSS em 1945

Em 1941, Hồ Chí Minh retornou ao Vietnã. Esteve envolvido na fundação do Việt Minh e tornou-se seu líder. Durante a Segunda Guerra Mundial, dirigiu suas operações militares contra as forças de ocupação japonesas e contra a administração colonial da Indochina, que colaborava com os japoneses e era subordinada ao regime de Vichy. Durante a batalha de cinco meses contra a ocupação japonesa, de março a 15 de agosto de 1945, os Việt Minh foram aliados oficiais dos Aliados e forneceram apoio logístico pelo Escritório de Serviços Estratégicos (OSS). Hồ Chí Minh foi aceito no serviço da OSS sob o codinome "Lucius" para este período.
Após a rendição do Japão, Hồ Chí Minh liderou a Revolução de Agosto, que terminou com a proclamação da independência do Vietnã da França em 2 de setembro de 1945. Ao mesmo tempo, Hồ Chí Minh tornou-se primeiro-ministro (até 1955) e presidente da República Democrática do Vietnã.

De acordo com a Conferência de Potsdam de julho de 1945, tropas britânicas e depois francesas ocuparam o Vietnã do Sul a partir de setembro de 1945, resultando em combates ferozes com o Việt Minh. Embora cinco meses depois, o major-general francês Leclerc tenha anunciado a vitória, o Việt Minh continuou a controlar grandes partes do sul, especialmente no campo. Enquanto isso, o Vietnã ao norte do paralelo 17 era explorado pela potência ocupante China Nacional. Depois que a França chegou a um acordo com a China, a ocupação do Vietnã do Norte por tropas francesas também era iminente. A fim de evitar uma luta simultânea contra os franceses e os chineses nacionais, Hồ negociou um compromisso com o emissário de De Gaulle, Jean Sainteny, em 6 de março de 1946. Depois disso, a França reconheceu o Vietnã como um Estado "livre" dentro da União Francesa, enquanto Hồ Chí Minh prometeu reconhecer o controle francês do Vietnã do Norte pelos próximos cinco anos. Ele justificou isso dizendo:
No que me diz respeito, prefiro sentir o cheiro de porcaria francesa por cinco anos do que comer chinês pelo resto da vida."

#### Guerra da Indochina

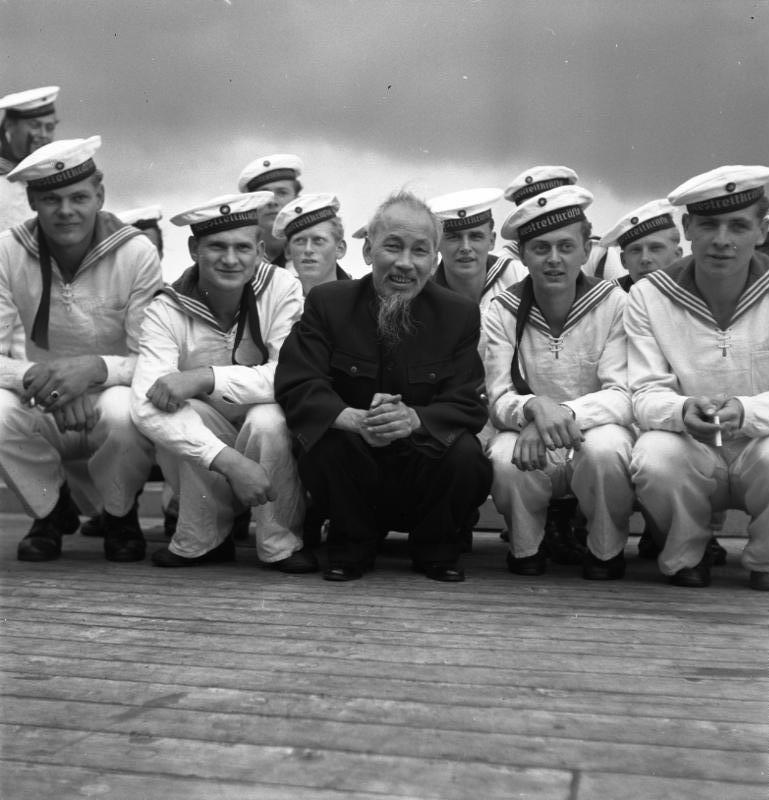
Hồ Chí Minh em 1957 durante uma visita de Estado à RDA com marinheiros da Marinha Popular (então ainda "Forças Navais") em Stralsund

Em 1946, os franceses tentaram reocupar o Vietnã. Em 23 de novembro, eles bombardearam Hải Phòng, matando 6 000 civis. Como resultado, Hồ cedeu à pressão da linha dura dentro do Việt Minh e a luta nacional contra o domínio colonial francês começou. A Guerra da Indochina continuou até 1954.
Entre 1953 e 1956, o governo norte-vietnamita introduziu várias reformas agrárias, incluindo "reduções de aluguel" e "reformas agrárias", que foram acompanhadas por repressão política. Entre 10 000 e 15 000 pessoas foram executadas durante a campanha de reforma agrária.

#### Guerra do Vietnã
Após a Guerra da Indochina, a luta pela unificação e libertação do Vietnã continuou ininterruptamente. Durante a Guerra do Vietnã (1955 a 1975), Hồ Chí Minh também foi uma das forças motrizes nas tentativas de reunir o Vietnã do Norte e o Vietnã do Sul. Em 1965, os EUA intervieram na guerra e apoiaram o regime no Vietnã do Sul. Hồ Chí Minh criou o estreito de Trường Sơn para o transporte clandestino de materiais do Vietnã do Norte para o Sul. Esta rede de rotas de abastecimento militar ficou conhecida no Ocidente como a Trilha de Ho Chi Minh.
Na década de 1960, Hồ Chí Minh se afastou cada vez mais da tomada de decisões políticas devido à idade. Em seu lugar, o primeiro-ministro Phạm Văn Đồng, o primeiro secretário do Partido Lê Duẩn e o Politburo efetivamente conduziram os assuntos do governo.

## Morte
Hồ Chí Minh morreu de insuficiência cardíaca em sua casa em Hanói às 9h47 da manhã de 2 de setembro de 1969; tinha 79 anos. Seu corpo embalsamado está atualmente em exibição em um mausoléu na Praça Ba Đình em Hanói.

## Publicações
Ho Chi Minh escreveu vários livros e documentos ao longo de sua vida. Alguns dos seus escritos mais conhecidos incluem:
- "The Path Which Led Me to Leninism" (O Caminho que me Levou ao Leninismo) - Publicado em 1960, este livro é uma autobiografia intelectual de Ho Chi Minh, descrevendo seu desenvolvimento político e sua jornada para o comunismo.
- "The Prison Diary" (O Diário da Prisão) - Este livro reúne os escritos de Ho Chi Minh durante o período em que esteve preso em várias ocasiões, incluindo suas experiências na prisão colonial francesa.
- "Selected Works of Ho Chi Minh" (Obras Selecionadas de Ho Chi Minh) - Esta é uma coleção de escritos e discursos de Ho Chi Minh, abrangendo uma variedade de tópicos políticos e sociais. Existem várias edições desta coleção, compiladas ao longo do tempo.
- "Appeal Made on the Occasion of the Founding of the Indochinese Communist Party" (Apelo feito por ocasião da fundação do Partido Comunista Indochinês) - Este é um dos primeiros documentos políticos importantes de Ho Chi Minh, datado de 1930.
- "The Resistance Will Win!" (A Resistência Vencerá!) - Este é um livro que destaca o compromisso de Ho Chi Minh com a luta contra o colonialismo francês e, mais tarde, contra a intervenção dos Estados Unidos no Vietnã.